# Cosmoclostis schouteni
Cosmoclostis schouteni là một loài bướm đêm thuộc họ Pterophoridae. Nó được biết đến ở Bờ Biển Ngà.